# Ramiro Jiménez Aguirre
Ramiro Juan Jiménez Aguirre (Huancayo, 2 de agosto de 1963) es un abogado, fiscal y político peruano. Fue diputado por el departamento de Junín en el disuelto periodo 1990-1992.

## Biografía
Nació en la ciudad de Huancayo en Junín, el 2 de agosto de 1963. Es hijo de Juan Jiménez Tupalaya y de Dominga Aguirre de Jiménez.
Es abogado de profesión y se desempeñó como fiscal adjunto en el distrito de Huaura. También laboró en el Despacho de la Fiscalía de Huaral, como parte del Ministerio Público.
En el año 1989, formó parte de la fundación de Cambio 90, partido político liderado por el ingeniero Alberto Fujimori para postular a la presidencia de la república en las elecciones generales del año 1990. Ramiro Jiménez postuló a la Cámara de Diputados del Congreso de la República por la circunscripción de Junín y logró resultar elegido como diputado, con 3,571 votos de preferencia, para el periodo parlamentario 1990-1995. Sin embargo, su cargo fue disuelto el 5 de abril de 1992 tras el autogolpe de estado anunciado por el presidente Alberto Fujimori mediante mensaje a la nación.
Jiménez fue uno de los miembros de Cambio 90 que decidieron apoyar la medida del gobierno fujimorista, pese a un gran rechazo de la mayoría de evangélicos que se alejaron del partido político. Posteriormente tras ser disuelto en el año 1992, Jiménez permaneció en Cambio 90 y participó en la convocatoria del Congreso Constituyente Democrático como parte de la coalición Cambio 90 - Nueva Mayoría, sin embargo, no resultó electo y obtuvo solamente 10,396 votos.
En el año 2001, luego de la caída del régimen fujimorista, Jiménez postuló nuevamente al Congreso de la República por Cambio 90 - Nueva Mayoría y obtuvo 3,504 votos.
Desde octubre del 2005 hasta abril del 2007 formó parte de Sí Cumple, partido político con el cual Alberto Fujimori intentó sin éxito ser candidato presidencial en las elecciones generales del 2006 debido a su inhabilitación política.